# 獅子座7
獅子座7，又名BD+15 2077，HD 83023、SAO 98662、HR 3818，是獅子座的一颗恒星，视星等为6.36，位于銀經218.36，銀緯42.85，其B1900.0坐标为赤經9h 30m 25s，赤緯+14° 42.85′ 34″。